# Krupia Wólka
Krupia Wólka – wieś sołecka w Polsce położona w województwie mazowieckim, ok. 26 km na południe od centrum Warszawy, w powiecie piaseczyńskim, w gminie Prażmów.
| SIMC    | Nazwa   | Rodzaj    |
| ------- | ------- | --------- |
| 0007249 | Nowinki | część wsi |

W latach 1975–1998 miejscowość administracyjnie należała do województwa warszawskiego.